# Tom McKibbin
Tom McKibbin, född 19 december 2002 i Belfast i Nordirland i Storbritannien, är en nordirländsk professionell golfspelare som spelar för Legion XIII i Liv Golf samt på PGA European Tour. Han har tidigare spelat på Challenge Tour.
McKibbin har vunnit en European-vinst. Hans bästa resultat i majortävlingar är en delad 41:a plats vid 2024 års U.S. Open.